# Oxholm, Estland
Oxholm (estniska: Kadakalaid) är en ö i Östersjön utanför Estlands västkust. Den ligger i Pühalepa kommun i Hiiumaa (Dagö) (Dagö län), 110 km sydväst om huvudstaden Tallinn. Oxholm är belägen i Hares sund mellan Dagö och Ormsö.
Oxholm är 0,24 kvadratkilometer stor och öns högsta belägna plats ligger 10 meter över havsnivån. Den sträcker sig 0,9 kilometer i nord-sydlig riktning, och 0,6 kilometer i öst-västlig riktning. Cirka 200 meter västerut ligger den mindre ön Uuemererahu som är 0,14 kvadratmeter stor. Närmaste större landområde är Sääre nina på Dagö som ligger 3,5 km västerut och närmsta större samhälle är Kärrdal som ligger 14 km västerut. Andra öar i Hares sund är Kakralaid, Hellamaa rahu, Vohilaid, Höralaid och Eerikulaid.